# 魁北克640号高速公路
魁北克640号高速公路（Autoroute 640）是一条位于拉瓦勒市北面的千岛河北岸连接魁北克奥卡省立公园（Parc national d'Oka）和赫庞蒂尼市（Repentigny）的高速公路。魁北克640号高速公路长53公里。魁北克交通局把魁北克640号高速公路命名为北岸高速公路（法语：Autoroute de la Rive-Nord）。魁北克640号高速公路起点为魁北克奥卡省立公园的东面，终点是位于赫庞蒂尼市的查理曼区（charlemagne）的魁北克40号高速公路的96号出口。魁北克交通局一开始计划利用魁北克640号连接在蒙特利尔市内绕远的魁北克40号高速公路以导出一部分车流量以缓解蒙特利尔市内交通状况不过由于种种原因最后。在地图上魁北克40号高速公路于渥太华市以东南方向到蒙特利尔市是之后再以东北方向到魁北克市成一个半圆形而魁北克640号高速公路正好在半圆形中间经过。